# Vuelta a Burgos 2019
La 41.ª edición de la Vuelta a Burgos fue una carrera de ciclismo en ruta por etapas que se celebró entre el 13 y el 17 de agosto de 2019 en la provincia de Burgos en España, con inicio en la ciudad de Burgos y final en el puerto de montaña de Lagunas de Neila sobre un recorrido de 787 kilómetros.
La prueba perteneció al UCI Europe Tour 2019 dentro de la categoría 2.HC (máxima categoría de estos circuitos). El vencedor final fue el colombiano Iván Ramiro Sosa del INEOS seguido del español Óscar Rodríguez del Euskadi Basque Country-Murias y el ecuatoriano Richard Carapaz del Movistar.

## Equipos participantes
Tomaron parte en la carrera 18 equipos: 4 de categoría UCI WorldTeam; 11 de categoría Profesional Continental; y 3 de categoría Continental. Formando así un pelotón de 124 ciclistas de los que acabaron 106. Los equipos participantes fueron:
| WorldTeams (4)- Movistar Team - Ineos - Dimension Data - UAE Team Emirates Equipos continentales profesionales (11)- Androni Giocattoli-Sidermec - Delko-Marseille Provence - Wanty-Groupe Gobert - Neri Sottoli-Selle Italia-KTM - Vital Concept-B&B Hotels - W52-FC Porto - Israel Cycling Academy - Gazprom-RusVelo - Burgos-BH - Caja Rural-Seguros RGA - Euskadi Basque Country-Murias Equipos continentales (3)- Kometa - Fundación Euskadi - IAM Excelsior |
| |

## Recorrido
La Vuelta a Burgos dispuso de cinco etapas para un recorrido total de 787 kilómetros.
| Etapa     | Fecha     | Recorrido                                       | type                   | Distancia (km) | Ganador          | Líder            |
| --------- | --------- | ----------------------------------------------- | ---------------------- | -------------- | ---------------- | ---------------- |
| 1.ª etapa | 13 de ago | Burgos – Burgos                                 | etapa llana            | 162            | Giacomo Nizzolo  | Giacomo Nizzolo  |
| 2.ª etapa | 14 de ago | Gumiel de Izán – Lerma                          | etapa llana            | 155            | Jon Aberasturi   | Giacomo Nizzolo  |
| 3.ª etapa | 15 de ago | Sargentes de la Lora – Espinosa de los Monteros | etapa de media montaña | 150            | Iván Ramiro Sosa | Iván Ramiro Sosa |
| 4.ª etapa | 16 de ago | Atapuerca – Clunia                              | etapa llana            | 174            | Alex Aranburu    | Iván Ramiro Sosa |
| 5.ª etapa | 17 de ago | Santo Domingo de Silos – Lagunas de Neila       | etapa de montaña       | 146            | Iván Ramiro Sosa | Iván Ramiro Sosa |

### 1.ª etapa
| Burgos - Burgos | etapa llana | (162 km) |

| \| Clasificación de la etapa \| Clasificación de la etapa \| Clasificación de la etapa \| Clasificación de la etapa \| Clasificación de la etapa \| \| Ciclista \| Ciclista \| Equipo \| Tiempo \| \| \| ------------------------- \| ------------------------- \| --------------------------- \| ------------------------- \| ------------------------- \| \| 1.º \| Giacomo Nizzolo \| Dimension Data \| 3 h 39 min 17 s \| \| \| 2.º \| Alex Aranburu \| Caja Rural-Seguros RGA \| + 0 s \| \| \| 3.º \| Eduard-Michael Grosu \| Delko Marseille Provence \| + 5 s \| \| \| 4.º \| Rui Alberto Costa \| UAE Team Emirates \| + 5 s \| \| \| 5.º \| Serguéi Chernetski \| Caja Rural-Seguros RGA \| + 5 s \| \| \| 6.º \| Gonzalo Serrano Rodríguez \| Caja Rural-Seguros RGA \| + 7 s \| \| \| 7.º \| Guillaume Martin \| Wanty-Gobert \| + 7 s \| \| \| 8.º \| Francesco Gavazzi \| Androni Giocattoli-Sidermec \| + 9 s \| \| \| 9.º \| Fabian Lienhard \| IAM Excelsior \| + 9 s \| \| \| 10.º \| Aleksandr Ryabushenko \| UAE Team Emirates \| + 9 s \| \| |                           |                             |                 |
| |                           |                             |                 |
| Fuente: ProCyclingStats |                           |                             |                 |
| Clasificación de la etapa |                           |                             |                 |
| Ciclista | Ciclista                  | Equipo                      | Tiempo          |
| 1.º | Giacomo Nizzolo           | Dimension Data              | 3 h 39 min 17 s |
| 2.º | Alex Aranburu             | Caja Rural-Seguros RGA      | + 0 s           |
| 3.º | Eduard-Michael Grosu      | Delko Marseille Provence    | + 5 s           |
| 4.º | Rui Alberto Costa         | UAE Team Emirates           | + 5 s           |
| 5.º | Serguéi Chernetski        | Caja Rural-Seguros RGA      | + 5 s           |
| 6.º | Gonzalo Serrano Rodríguez | Caja Rural-Seguros RGA      | + 7 s           |
| 7.º | Guillaume Martin          | Wanty-Gobert                | + 7 s           |
| 8.º | Francesco Gavazzi         | Androni Giocattoli-Sidermec | + 9 s           |
| 9.º | Fabian Lienhard           | IAM Excelsior               | + 9 s           |
| 10.º | Aleksandr Ryabushenko     | UAE Team Emirates           | + 9 s           |

| \| Clasificación general \| Clasificación general \| Clasificación general \| Clasificación general \| Clasificación general \| \| Ciclista \| Ciclista \| Equipo \| Tiempo \| \| \| --------------------- \| ------------------------- \| --------------------------- \| --------------------- \| --------------------- \| \| 1.º \| Giacomo Nizzolo \| Dimension Data \| 3 h 39 min 17 s \| \| \| 2.º \| Alex Aranburu \| Caja Rural-Seguros RGA \| + 0 s \| \| \| 3.º \| Eduard-Michael Grosu \| Delko Marseille Provence \| + 0 s \| \| \| 4.º \| Rui Alberto Costa \| UAE Team Emirates \| + 5 s \| \| \| 5.º \| Serguéi Chernetski \| Caja Rural-Seguros RGA \| + 5 s \| \| \| 6.º \| Gonzalo Serrano Rodríguez \| Caja Rural-Seguros RGA \| + 7 s \| \| \| 7.º \| Guillaume Martin \| Wanty-Gobert \| + 7 s \| \| \| 8.º \| Francesco Gavazzi \| Androni Giocattoli-Sidermec \| + 9 s \| \| \| 9.º \| Fabian Lienhard \| IAM Excelsior \| + 9 s \| \| \| 10.º \| Aleksandr Ryabushenko \| UAE Team Emirates \| + 9 s \| \| |                           |                             |                 |
| |                           |                             |                 |
| Fuente: ProCyclingStats |                           |                             |                 |
| Clasificación general |                           |                             |                 |
| Ciclista | Ciclista                  | Equipo                      | Tiempo          |
| 1.º | Giacomo Nizzolo           | Dimension Data              | 3 h 39 min 17 s |
| 2.º | Alex Aranburu             | Caja Rural-Seguros RGA      | + 0 s           |
| 3.º | Eduard-Michael Grosu      | Delko Marseille Provence    | + 0 s           |
| 4.º | Rui Alberto Costa         | UAE Team Emirates           | + 5 s           |
| 5.º | Serguéi Chernetski        | Caja Rural-Seguros RGA      | + 5 s           |
| 6.º | Gonzalo Serrano Rodríguez | Caja Rural-Seguros RGA      | + 7 s           |
| 7.º | Guillaume Martin          | Wanty-Gobert                | + 7 s           |
| 8.º | Francesco Gavazzi         | Androni Giocattoli-Sidermec | + 9 s           |
| 9.º | Fabian Lienhard           | IAM Excelsior               | + 9 s           |
| 10.º | Aleksandr Ryabushenko     | UAE Team Emirates           | + 9 s           |

### 2.ª etapa
| Gumiel de Izán - Lerma | etapa llana | (155 km) |

| \| Clasificación de la etapa \| Clasificación de la etapa \| Clasificación de la etapa \| Clasificación de la etapa \| Clasificación de la etapa \| \| Ciclista \| Ciclista \| Equipo \| Tiempo \| \| \| ------------------------- \| ------------------------- \| --------------------------- \| ------------------------- \| ------------------------- \| \| 1.º \| Jon Aberasturi \| Caja Rural-Seguros RGA \| 3 h 33 min 49 s \| \| \| 2.º \| Giacomo Nizzolo \| Dimension Data \| + 2 s \| \| \| 3.º \| Jhonatan Narváez \| Team Ineos \| + 2 s \| \| \| 4.º \| Manuel Belletti \| Androni Giocattoli-Sidermec \| + 2 s \| \| \| 5.º \| Alex Aranburu \| Caja Rural-Seguros RGA \| + 2 s \| \| \| 6.º \| Juanjo Lobato \| Nippo-Vini Fantini-Faizanè \| + 5 s \| \| \| 7.º \| Mihkel Räim \| Israel Cycling Academy \| + 5 s \| \| \| 8.º \| Kris Boeckmans \| Vital Concept-B&B Hotels \| + 5 s \| \| \| 9.º \| Fabian Lienhard \| IAM Excelsior \| + 5 s \| \| \| 10.º \| Gonzalo Serrano Rodríguez \| Caja Rural-Seguros RGA \| + 5 s \| \| |                           |                             |                 |
| |                           |                             |                 |
| Fuente: ProCyclingStats |                           |                             |                 |
| Clasificación de la etapa |                           |                             |                 |
| Ciclista | Ciclista                  | Equipo                      | Tiempo          |
| 1.º | Jon Aberasturi            | Caja Rural-Seguros RGA      | 3 h 33 min 49 s |
| 2.º | Giacomo Nizzolo           | Dimension Data              | + 2 s           |
| 3.º | Jhonatan Narváez          | Team Ineos                  | + 2 s           |
| 4.º | Manuel Belletti           | Androni Giocattoli-Sidermec | + 2 s           |
| 5.º | Alex Aranburu             | Caja Rural-Seguros RGA      | + 2 s           |
| 6.º | Juanjo Lobato             | Nippo-Vini Fantini-Faizanè  | + 5 s           |
| 7.º | Mihkel Räim               | Israel Cycling Academy      | + 5 s           |
| 8.º | Kris Boeckmans            | Vital Concept-B&B Hotels    | + 5 s           |
| 9.º | Fabian Lienhard           | IAM Excelsior               | + 5 s           |
| 10.º | Gonzalo Serrano Rodríguez | Caja Rural-Seguros RGA      | + 5 s           |

| \| Clasificación general \| Clasificación general \| Clasificación general \| Clasificación general \| Clasificación general \| \| Ciclista \| Ciclista \| Equipo \| Tiempo \| \| \| --------------------- \| ------------------------- \| --------------------------- \| --------------------- \| --------------------- \| \| 1.º \| Giacomo Nizzolo \| Dimension Data \| 7 h 13 min 08 s \| \| \| 2.º \| Alex Aranburu \| Caja Rural-Seguros RGA \| + 0 s \| \| \| 3.º \| Rui Alberto Costa \| UAE Team Emirates \| + 8 s \| \| \| 4.º \| Serguéi Chernetski \| Caja Rural-Seguros RGA \| + 8 s \| \| \| 5.º \| Eduard-Michael Grosu \| Delko Marseille Provence \| + 8 s \| \| \| 6.º \| Gonzalo Serrano Rodríguez \| Caja Rural-Seguros RGA \| + 10 s \| \| \| 7.º \| Guillaume Martin \| Wanty-Gobert \| + 10 s \| \| \| 8.º \| Fabian Lienhard \| IAM Excelsior \| + 12 s \| \| \| 9.º \| Carlos Betancur \| Movistar Team \| + 12 s \| \| \| 10.º \| Francesco Gavazzi \| Androni Giocattoli-Sidermec \| + 12 s \| \| |                           |                             |                 |
| |                           |                             |                 |
| Fuente: ProCyclingStats |                           |                             |                 |
| Clasificación general |                           |                             |                 |
| Ciclista | Ciclista                  | Equipo                      | Tiempo          |
| 1.º | Giacomo Nizzolo           | Dimension Data              | 7 h 13 min 08 s |
| 2.º | Alex Aranburu             | Caja Rural-Seguros RGA      | + 0 s           |
| 3.º | Rui Alberto Costa         | UAE Team Emirates           | + 8 s           |
| 4.º | Serguéi Chernetski        | Caja Rural-Seguros RGA      | + 8 s           |
| 5.º | Eduard-Michael Grosu      | Delko Marseille Provence    | + 8 s           |
| 6.º | Gonzalo Serrano Rodríguez | Caja Rural-Seguros RGA      | + 10 s          |
| 7.º | Guillaume Martin          | Wanty-Gobert                | + 10 s          |
| 8.º | Fabian Lienhard           | IAM Excelsior               | + 12 s          |
| 9.º | Carlos Betancur           | Movistar Team               | + 12 s          |
| 10.º | Francesco Gavazzi         | Androni Giocattoli-Sidermec | + 12 s          |

### 3.ª etapa
| Sargentes de la Lora - Espinosa de los Monteros | etapa de media montaña | (150 km) |

| \| Clasificación de la etapa \| Clasificación de la etapa \| Clasificación de la etapa \| Clasificación de la etapa \| Clasificación de la etapa \| \| Ciclista \| Ciclista \| Equipo \| Tiempo \| \| \| ------------------------- \| ---------------------------- \| ----------------------------- \| ------------------------- \| ------------------------- \| \| 1.º \| Iván Ramiro Sosa \| Team Ineos \| 3 h 58 min 21 s \| \| \| 2.º \| Óscar Rodríguez Garaicoechea \| Euskadi Basque Country-Murias \| + 17 s \| \| \| 3.º \| Antonio Pedrero \| Movistar Team \| + 24 s \| \| \| 4.º \| David de la Cruz \| Team Ineos \| + 30 s \| \| \| 5.º \| Kevin Rivera \| Androni Giocattoli-Sidermec \| + 30 s \| \| \| 6.º \| Richard Carapaz \| Movistar Team \| + 37 s \| \| \| 7.º \| Pierre Rolland \| Vital Concept-B&B Hotels \| + 49 s \| \| \| 8.º \| Guillaume Martin \| Wanty-Gobert \| + 1 min 07 s \| \| \| 9.º \| Amanuel Ghebreigzabhier \| Dimension Data \| + 1 min 10 s \| \| \| 10.º \| Rui Vinhas \| W52-FC Porto \| + 1 min 12 s \| \| |                              |                               |                 |
| |                              |                               |                 |
| Fuente: ProCyclingStats |                              |                               |                 |
| Clasificación de la etapa |                              |                               |                 |
| Ciclista | Ciclista                     | Equipo                        | Tiempo          |
| 1.º | Iván Ramiro Sosa             | Team Ineos                    | 3 h 58 min 21 s |
| 2.º | Óscar Rodríguez Garaicoechea | Euskadi Basque Country-Murias | + 17 s          |
| 3.º | Antonio Pedrero              | Movistar Team                 | + 24 s          |
| 4.º | David de la Cruz             | Team Ineos                    | + 30 s          |
| 5.º | Kevin Rivera                 | Androni Giocattoli-Sidermec   | + 30 s          |
| 6.º | Richard Carapaz              | Movistar Team                 | + 37 s          |
| 7.º | Pierre Rolland               | Vital Concept-B&B Hotels      | + 49 s          |
| 8.º | Guillaume Martin             | Wanty-Gobert                  | + 1 min 07 s    |
| 9.º | Amanuel Ghebreigzabhier      | Dimension Data                | + 1 min 10 s    |
| 10.º | Rui Vinhas                   | W52-FC Porto                  | + 1 min 12 s    |

| \| Clasificación general \| Clasificación general \| Clasificación general \| Clasificación general \| Clasificación general \| \| Ciclista \| Ciclista \| Equipo \| Tiempo \| \| \| --------------------- \| ---------------------------- \| ----------------------------- \| --------------------- \| --------------------- \| \| 1.º \| Iván Ramiro Sosa \| Team Ineos \| 11 h 11 min 47 s \| \| \| 2.º \| Óscar Rodríguez Garaicoechea \| Euskadi Basque Country-Murias \| + 17 s \| \| \| 3.º \| Antonio Pedrero \| Movistar Team \| + 24 s \| \| \| 4.º \| David de la Cruz \| Team Ineos \| + 30 s \| \| \| 5.º \| Richard Carapaz \| Movistar Team \| + 37 s \| \| \| 6.º \| Guillaume Martin \| Wanty-Gobert \| + 59 s \| \| \| 7.º \| Pierre Rolland \| Vital Concept-B&B Hotels \| + 59 s \| \| \| 8.º \| Amanuel Ghebreigzabhier \| Dimension Data \| + 1 min 07 s \| \| \| 9.º \| Rui Vinhas \| W52-FC Porto \| + 1 min 12 s \| \| \| 10.º \| Miguel Flórez López \| Androni Giocattoli-Sidermec \| + 1 min 14 s \| \| |                              |                               |                  |
| |                              |                               |                  |
| Fuente: ProCyclingStats |                              |                               |                  |
| Clasificación general |                              |                               |                  |
| Ciclista | Ciclista                     | Equipo                        | Tiempo           |
| 1.º | Iván Ramiro Sosa             | Team Ineos                    | 11 h 11 min 47 s |
| 2.º | Óscar Rodríguez Garaicoechea | Euskadi Basque Country-Murias | + 17 s           |
| 3.º | Antonio Pedrero              | Movistar Team                 | + 24 s           |
| 4.º | David de la Cruz             | Team Ineos                    | + 30 s           |
| 5.º | Richard Carapaz              | Movistar Team                 | + 37 s           |
| 6.º | Guillaume Martin             | Wanty-Gobert                  | + 59 s           |
| 7.º | Pierre Rolland               | Vital Concept-B&B Hotels      | + 59 s           |
| 8.º | Amanuel Ghebreigzabhier      | Dimension Data                | + 1 min 07 s     |
| 9.º | Rui Vinhas                   | W52-FC Porto                  | + 1 min 12 s     |
| 10.º | Miguel Flórez López          | Androni Giocattoli-Sidermec   | + 1 min 14 s     |

### 4.ª etapa
| Atapuerca - Clunia | etapa llana | (174 km) |

| \| Clasificación de la etapa \| Clasificación de la etapa \| Clasificación de la etapa \| Clasificación de la etapa \| Clasificación de la etapa \| \| Ciclista \| Ciclista \| Equipo \| Tiempo \| \| \| ------------------------- \| ------------------------- \| ------------------------- \| ------------------------- \| ------------------------- \| \| 1.º \| Alex Aranburu \| Caja Rural-Seguros RGA \| 4 h 07 min 55 s \| \| \| 2.º \| Aleksandr Ryabushenko \| UAE Team Emirates \| + 0 s \| \| \| 3.º \| Rui Alberto Costa \| UAE Team Emirates \| + 0 s \| \| \| 4.º \| Cyril Gautier \| Vital Concept-B&B Hotels \| + 0 s \| \| \| 5.º \| Jhonatan Narváez \| Team Ineos \| + 0 s \| \| \| 6.º \| Richard Carapaz \| Movistar Team \| + 0 s \| \| \| 7.º \| Pierre Rolland \| Vital Concept-B&B Hotels \| + 6 s \| \| \| 8.º \| Giacomo Nizzolo \| Dimension Data \| + 6 s \| \| \| 9.º \| Nicolai Cherkasov \| Gazprom-RusVelo \| + 6 s \| \| \| 10.º \| César Fonte \| W52-FC Porto \| + 6 s \| \| |                       |                          |                 |
| |                       |                          |                 |
| Fuente: ProCyclingStats |                       |                          |                 |
| Clasificación de la etapa |                       |                          |                 |
| Ciclista | Ciclista              | Equipo                   | Tiempo          |
| 1.º | Alex Aranburu         | Caja Rural-Seguros RGA   | 4 h 07 min 55 s |
| 2.º | Aleksandr Ryabushenko | UAE Team Emirates        | + 0 s           |
| 3.º | Rui Alberto Costa     | UAE Team Emirates        | + 0 s           |
| 4.º | Cyril Gautier         | Vital Concept-B&B Hotels | + 0 s           |
| 5.º | Jhonatan Narváez      | Team Ineos               | + 0 s           |
| 6.º | Richard Carapaz       | Movistar Team            | + 0 s           |
| 7.º | Pierre Rolland        | Vital Concept-B&B Hotels | + 6 s           |
| 8.º | Giacomo Nizzolo       | Dimension Data           | + 6 s           |
| 9.º | Nicolai Cherkasov     | Gazprom-RusVelo          | + 6 s           |
| 10.º | César Fonte           | W52-FC Porto             | + 6 s           |

| \| Clasificación general \| Clasificación general \| Clasificación general \| Clasificación general \| Clasificación general \| \| Ciclista \| Ciclista \| Equipo \| Tiempo \| \| \| --------------------- \| ---------------------------- \| ----------------------------- \| --------------------- \| --------------------- \| \| 1.º \| Iván Ramiro Sosa \| Team Ineos \| 15 h 19 min 51 s \| \| \| 2.º \| Óscar Rodríguez Garaicoechea \| Euskadi Basque Country-Murias \| + 17 s \| \| \| 3.º \| Antonio Pedrero \| Movistar Team \| + 24 s \| \| \| 4.º \| Richard Carapaz \| Movistar Team \| + 28 s \| \| \| 5.º \| David de la Cruz \| Team Ineos \| + 30 s \| \| \| 5.º \| Pierre Rolland \| Vital Concept-B&B Hotels \| + 56 s \| \| \| 7.º \| Guillaume Martin \| Wanty-Gobert \| + 59 s \| \| \| 8.º \| Amanuel Ghebreigzabhier \| Dimension Data \| + 1 min 04 s \| \| \| 9.º \| Nicolai Cherkasov \| Gazprom-RusVelo \| + 1 min 11 s \| \| \| 10.º \| Rui Vinhas \| W52-FC Porto \| + 1 min 12 s \| \| |                              |                               |                  |
| |                              |                               |                  |
| Fuente: ProCyclingStats |                              |                               |                  |
| Clasificación general |                              |                               |                  |
| Ciclista | Ciclista                     | Equipo                        | Tiempo           |
| 1.º | Iván Ramiro Sosa             | Team Ineos                    | 15 h 19 min 51 s |
| 2.º | Óscar Rodríguez Garaicoechea | Euskadi Basque Country-Murias | + 17 s           |
| 3.º | Antonio Pedrero              | Movistar Team                 | + 24 s           |
| 4.º | Richard Carapaz              | Movistar Team                 | + 28 s           |
| 5.º | David de la Cruz             | Team Ineos                    | + 30 s           |
| 5.º | Pierre Rolland               | Vital Concept-B&B Hotels      | + 56 s           |
| 7.º | Guillaume Martin             | Wanty-Gobert                  | + 59 s           |
| 8.º | Amanuel Ghebreigzabhier      | Dimension Data                | + 1 min 04 s     |
| 9.º | Nicolai Cherkasov            | Gazprom-RusVelo               | + 1 min 11 s     |
| 10.º | Rui Vinhas                   | W52-FC Porto                  | + 1 min 12 s     |

### 5.ª etapa
| Santo Domingo de Silos - Lagunas de Neila | etapa de montaña | (146 km) |

| \| Clasificación de la etapa \| Clasificación de la etapa \| Clasificación de la etapa \| Clasificación de la etapa \| Clasificación de la etapa \| \| Ciclista \| Ciclista \| Equipo \| Tiempo \| \| \| ------------------------- \| ---------------------------- \| ----------------------------- \| ------------------------- \| ------------------------- \| \| 1.º \| Iván Ramiro Sosa \| Team Ineos \| 3 h 33 min 53 s \| \| \| 2.º \| Rui Alberto Costa \| UAE Team Emirates \| + 8 s \| \| \| 3.º \| Amanuel Ghebreigzabhier \| Dimension Data \| + 14 s \| \| \| 4.º \| Richard Carapaz \| Movistar Team \| + 14 s \| \| \| 5.º \| Guillaume Martin \| Wanty-Gobert \| + 14 s \| \| \| 6.º \| Óscar Rodríguez Garaicoechea \| Euskadi Basque Country-Murias \| + 14 s \| \| \| 7.º \| Antonio Pedrero \| Movistar Team \| + 22 s \| \| \| 8.º \| Mikel Bizkarra \| Euskadi Basque Country-Murias \| + 27 s \| \| \| 9.º \| Nicolai Cherkasov \| Gazprom-RusVelo \| + 41 s \| \| \| 10.º \| Pierre Rolland \| Vital Concept-B&B Hotels \| + 43 s \| \| |                              |                               |                 |
| |                              |                               |                 |
| Fuente: ProCyclingStats |                              |                               |                 |
| Clasificación de la etapa |                              |                               |                 |
| Ciclista | Ciclista                     | Equipo                        | Tiempo          |
| 1.º | Iván Ramiro Sosa             | Team Ineos                    | 3 h 33 min 53 s |
| 2.º | Rui Alberto Costa            | UAE Team Emirates             | + 8 s           |
| 3.º | Amanuel Ghebreigzabhier      | Dimension Data                | + 14 s          |
| 4.º | Richard Carapaz              | Movistar Team                 | + 14 s          |
| 5.º | Guillaume Martin             | Wanty-Gobert                  | + 14 s          |
| 6.º | Óscar Rodríguez Garaicoechea | Euskadi Basque Country-Murias | + 14 s          |
| 7.º | Antonio Pedrero              | Movistar Team                 | + 22 s          |
| 8.º | Mikel Bizkarra               | Euskadi Basque Country-Murias | + 27 s          |
| 9.º | Nicolai Cherkasov            | Gazprom-RusVelo               | + 41 s          |
| 10.º | Pierre Rolland               | Vital Concept-B&B Hotels      | + 43 s          |

## Clasificaciones finales
- Las clasificaciones finalizaron de la siguiente forma:[4]

### Clasificación general
| \| Clasificación general \| Clasificación general \| Clasificación general \| Clasificación general \| Clasificación general \| \| Ciclista \| Ciclista \| Equipo \| Tiempo \| \| \| --------------------- \| ---------------------------- \| ----------------------------- \| --------------------- \| --------------------- \| \| 1.º \| Iván Ramiro Sosa \| Team Ineos \| 18 h 53 min 44 s \| \| \| 2.º \| Óscar Rodríguez Garaicoechea \| Euskadi Basque Country-Murias \| + 31 s \| \| \| 3.º \| Richard Carapaz \| Movistar Team \| + 42 s \| \| \| 4.º \| Antonio Pedrero \| Movistar Team \| + 46 s \| \| \| 5.º \| David de la Cruz \| Team Ineos \| + 1 min 13 s \| \| \| 5.º \| Guillaume Martin \| Wanty-Gobert \| + 1 min 13 s \| \| \| 6.º \| Pierre Rolland \| Vital Concept-B&B Hotels \| + 1 min 18 s \| \| \| 8.º \| Amanuel Ghebreigzabhier \| Dimension Data \| + 1 min 44 s \| \| \| 9.º \| Nicolai Cherkasov \| Gazprom-RusVelo \| + 1 min 52 s \| \| \| 10.º \| Rui Vinhas \| W52-FC Porto \| + 2 min 05 s \| \| |                              |                               |                  |
| |                              |                               |                  |
| Fuente: ProCyclingStats |                              |                               |                  |
| Clasificación general |                              |                               |                  |
| Ciclista | Ciclista                     | Equipo                        | Tiempo           |
| 1.º | Iván Ramiro Sosa             | Team Ineos                    | 18 h 53 min 44 s |
| 2.º | Óscar Rodríguez Garaicoechea | Euskadi Basque Country-Murias | + 31 s           |
| 3.º | Richard Carapaz              | Movistar Team                 | + 42 s           |
| 4.º | Antonio Pedrero              | Movistar Team                 | + 46 s           |
| 5.º | David de la Cruz             | Team Ineos                    | + 1 min 13 s     |
| 5.º | Guillaume Martin             | Wanty-Gobert                  | + 1 min 13 s     |
| 6.º | Pierre Rolland               | Vital Concept-B&B Hotels      | + 1 min 18 s     |
| 8.º | Amanuel Ghebreigzabhier      | Dimension Data                | + 1 min 44 s     |
| 9.º | Nicolai Cherkasov            | Gazprom-RusVelo               | + 1 min 52 s     |
| 10.º | Rui Vinhas                   | W52-FC Porto                  | + 2 min 05 s     |

### Clasificación de la montaña
| Clasificación de la montaña | Clasificación de la montaña  | Clasificación de la montaña   | Clasificación de la montaña | Clasificación de la montaña |
| Ciclista                    | Ciclista                     | Equipo                        | Puntos                      |                             |
| --------------------------- | ---------------------------- | ----------------------------- | --------------------------- | --------------------------- |
| 1.º                         | Iván Ramiro Sosa             | Team Ineos                    | 60 pts                      |                             |
| 2.º                         | Simon Pellaud                | IAM Excelsior                 | 40 pts                      |                             |
| 3.º                         | Óscar Rodríguez Garaicoechea | Euskadi Basque Country-Murias | 35 pts                      |                             |
| 4.º                         | Antonio Pedrero              | Movistar Team                 | 28 pts                      |                             |
| 5.º                         | Richard Carapaz              | Movistar Team                 | 26 pts                      |                             |
| 6.º                         | Rui Alberto Costa            | UAE Team Emirates             | 26 pts                      |                             |
| 7.º                         | Amanuel Ghebreigzabhier      | Dimension Data                | 24 pts                      |                             |
| 8.º                         | Guillaume Martin             | Wanty-Gobert                  | 18 pts                      |                             |
| 9.º                         | David de la Cruz             | Team Ineos                    | 16 pts                      |                             |
| 10.º                        | Ángel Madrazo                | Burgos-BH                     | 13 pts                      |                             |

### Clasificación por puntos
| Clasificación por puntos | Clasificación por puntos     | Clasificación por puntos      | Clasificación por puntos | Clasificación por puntos |
| Ciclista                 | Ciclista                     | Equipo                        | Puntos                   |                          |
| ------------------------ | ---------------------------- | ----------------------------- | ------------------------ | ------------------------ |
| 1.º                      | Alex Aranburu                | Caja Rural-Seguros RGA        | 57 pts                   |                          |
| 2.º                      | Iván Ramiro Sosa             | Team Ineos                    | 51 pts                   |                          |
| 3.º                      | Rui Alberto Costa            | UAE Team Emirates             | 50 pts                   |                          |
| 4.º                      | Richard Carapaz              | Movistar Team                 | 39 pts                   |                          |
| 5.º                      | Óscar Rodríguez Garaicoechea | Euskadi Basque Country-Murias | 30 pts                   |                          |
| 6.º                      | Guillaume Martin             | Wanty-Gobert                  | 29 pts                   |                          |
| 7.º                      | Amanuel Ghebreigzabhier      | Dimension Data                | 29 pts                   |                          |
| 8.º                      | Jhonatan Narváez             | Team Ineos                    | 28 pts                   |                          |
| 9.º                      | Jon Aberasturi               | Caja Rural-Seguros RGA        | 27 pts                   |                          |
| 10.º                     | Aleksandr Ryabushenko        | UAE Team Emirates             | 26 pts                   |                          |

### Clasificación de los jóvenes
| Clasificación del mejor joven | Clasificación del mejor joven | Clasificación del mejor joven | Clasificación del mejor joven | Clasificación del mejor joven |
| Ciclista                      | Ciclista                      | Equipo                        | Tiempo                        |                               |
| ----------------------------- | ----------------------------- | ----------------------------- | ----------------------------- | ----------------------------- |
| 1.º                           | Iván Ramiro Sosa              | Team Ineos                    | 18 h 53 min 44 s              |                               |
| 2.º                           | Óscar Rodríguez Garaicoechea  | Euskadi Basque Country-Murias | + 31 s                        |                               |
| 3.º                           | Amanuel Ghebreigzabhier       | Dimension Data                | + 1 min 18 s                  |                               |
| 4.º                           | Nicolai Cherkasov             | Gazprom-RusVelo               | + 1 min 52 s                  |                               |
| 5.º                           | Sergio Samitier               | Euskadi Basque Country-Murias | + 3 min 39 s                  |                               |
| 6.º                           | Joan Bou                      | Nippo-Vini Fantini-Faizanè    | + 4 min 16 s                  |                               |
| 7.º                           | Miguel Flórez López           | Androni Giocattoli-Sidermec   | + 4 min 48 s                  |                               |
| 8.º                           | Márton Dina                   | Kometa                        | + 6 min 59 s                  |                               |
| 9.º                           | Daniel Muñoz                  | Androni Giocattoli-Sidermec   | + 8 min 13 s                  |                               |
| 10.º                          | Jhonatan Narváez              | Team Ineos                    | + 9 min 07 s                  |                               |

### Clasificación por equipos
| Clasificación por equipos | Clasificación por equipos     | Clasificación por equipos | Clasificación por equipos |
| Equipo                    | Equipo                        | Tiempo                    |                           |
| ------------------------- | ----------------------------- | ------------------------- | ------------------------- |
| 1.º                       | Ineos                         | 56 h 47 min 16 s          |                           |
| 2.º                       | Euskadi Basque Country-Murias | + 10 s                    |                           |
| 3.º                       | Movistar Team                 | + 6 min 24 s              |                           |
| 4.º                       | Androni Giocattoli-Sidermec   | + 9 min 28 s              |                           |
| 5.º                       | Caja Rural-Seguros RGA        | + 9 min 48 s              |                           |
| 6.º                       | Wanty-Groupe Gobert           | + 17 min 26 s             |                           |
| 7.º                       | Delko-Marseille Provence      | + 19 min 12 s             |                           |
| 8.º                       | Burgos-BH                     | + 19 min 31 s             |                           |
| 9.º                       | UAE Team Emirates             | + 23 min 40 s             |                           |
| 10.º                      | Vital Concept-B&B Hotels      | + 27 min 30 s             |                           |

## Evolución de las clasificaciones
| Etapa                   | Vencedor                | Clasificación general | Clasificación de la montaña | Clasificación por puntos | Clasificación de los jóvenes | Clasificación por equipos     |
| ----------------------- | ----------------------- | --------------------- | --------------------------- | ------------------------ | ---------------------------- | ----------------------------- |
| 1.ª                     | Giacomo Nizzolo         | Giacomo Nizzolo       | Giacomo Nizzolo             | Giacomo Nizzolo          | Alex Aranburu                | Caja Rural-Seguros RGA        |
| 2.ª                     | Jon Aberasturi          | Giacomo Nizzolo       | Giacomo Nizzolo             | Giacomo Nizzolo          | Alex Aranburu                | Caja Rural-Seguros RGA        |
| 3.ª                     | Iván Ramiro Sosa        | Iván Ramiro Sosa      | Iván Ramiro Sosa            | Giacomo Nizzolo          | Iván Ramiro Sosa             | Euskadi Basque Country-Murias |
| 4.ª                     | Alex Aranburu           | Iván Ramiro Sosa      | Iván Ramiro Sosa            | Alex Aranburu            | Iván Ramiro Sosa             | Euskadi Basque Country-Murias |
| 5.ª                     | Iván Ramiro Sosa        | Iván Ramiro Sosa      | Iván Ramiro Sosa            | Alex Aranburu            | Iván Ramiro Sosa             | INEOS                         |
| Clasificaciones finales | Clasificaciones finales | Iván Ramiro Sosa      | Iván Ramiro Sosa            | Alex Aranburu            | Iván Ramiro Sosa             | INEOS                         |

## UCI World Ranking
La Vuelta a Burgos otorgó puntos para el UCI World Ranking para corredores de los equipos en las categorías UCI WorldTeam, Profesional Continental y Equipos Continentales. Las siguientes tablas son el baremo de puntuación y los 10 corredores que obtuvieron más puntos:
| Posición              | 1.º | 2.º | 3.º | 4.º | 5.º | 6.º | 7.º | 8.º | 9.º | 10.º | 11.º | 12.º | 13.º | 14.º | 15.º | 16.º-30.º | 31.º-40.º |
| Clasificación general | 200 | 150 | 125 | 100 | 85  | 70  | 60  | 50  | 40  | 35   | 30   | 25   | 20   | 15   | 10   | 5         | 3         |
| Por etapa             | 20  | 10  | 5   |     |     |     |     |     |     |      |      |      |      |      |      |           |           |
| Líder                 | 5   |     |     |     |     |     |     |     |     |      |      |      |      |      |      |           |           |

| Clasificación |                         |                               |         |       |       |       |
| Posición      | Ciclista                | Equipo                        | General | Etapa | Líder | Total |
| ------------- | ----------------------- | ----------------------------- | ------- | ----- | ----- | ----- |
| 1.º           | Iván Ramiro Sosa        | INEOS                         | 200     | 40    | 10    | 250   |
| 2.º           | Óscar Rodríguez         | Euskadi Basque Country-Murias | 150     | 10    | -     | 160   |
| 3.º           | Richard Carapaz         | Movistar                      | 125     | -     | -     | 125   |
| 4.º           | Antonio Pedrero         | Movistar                      | 100     | 5     | -     | 105   |
| 5.º           | Guillaume Martin        | Wanty-Gobert                  | 85      | -     | -     | 85    |
| 6.º           | Amanuel Ghebreigzabhier | Dimension Data                | 70      | 5     | -     | 75    |
| 7.º           | Pierre Rolland          | Vital Concept-B&B Hotels      | 60      | -     | -     | 60    |
| 8.º           | David de la Cruz        | INEOS                         | 50      | -     | -     | 50    |
| 9.º           | Rui Costa               | UAE Emirates                  | 35      | 15    | -     | 50    |
| 10.º          | Nikolay Cherkasov       | Gazprom-RusVelo               | 40      | -     | -     | 40    |